# Tintura madre
La tintura madre (TM) è una preparazione liquida, ottenuta estraendo il principio attivo tramite percolazione o macerazione con un opportuno solvente. Il solvente più utilizzato nelle tinture madri è una soluzione idroalcolica (acqua + alcool) con una gradazione variabile (il più delle volte compresa fra i 60° e gli 80°) in funzione della solubilità degli attivi da estrarre.

## Differenza fra tinture
Le tinture madri si differenziano dagli estratti perché questi ultimi sono ottenuti per evaporazione che porta ad un aumento della concentrazione del principio attivo nel preparato, mentre nelle tinture vi è unicamente una diluizione dell'estratto nel solvente corrispondente. 
Da un punto di vista commerciale invece vengono definiti estratti droghe diluite in solventi idroglicerici, o glicolici o secchi (che altro non è che principio attivo estratto con alcool e poi fatto evaporare completamente fino ad ottenere solo la parte secca, estratto puro). 
Gli estratti oleosi, invece, vengono tendenzialmente definiti oleoliti oppure "oli macerati".

## Regolamentazione delle Farmacopee sulle tinture madri
La tintura madre non è titolata dalle Farmacopee. Secondo la Farmacopea Ufficiale Italiana non vi è distinzione fra tintura madre e tintura officinale, e anche questa non è titolata. Di conseguenza lo stato fisico iniziale della droga può essere sia la pianta fresca che secca, il prodotto si chiamerà sempre tintura idro-alcolica, o tintura madre o tintura officinale. Per tradizione, l'officinale usa la pianta secca, la madre quella fresca, ma tale distinzione è puramente ufficiosa.

### Farmacopea Ufficiale Italiana

#### La droga
La Farmacopea Ufficiale Italiana (FU) riporta determinate regole che guidano la raccolta delle parti vegetali della pianta costituenti, di fatto, la droga:
- Foglie a completo sviluppo;
- Radici e rizomi durante la fase di quiescenza;
- Cortecce e legni a completo sviluppo;
- Fiori prima della completa fioritura;
- Frutti appena maturi;
- Semi a maturità piena.

#### Rapporto droga solvente
La soluzione idroalcolica (acqua + alcool) viene aggiunta alla pianta in un rapporto di 1 a 10. Questo rapporto viene ottenuto considerando come punto di partenza il peso della pianta secca.
 La macerazione in questa soluzione dura circa 21 giorni.
Non essendo né titolata né standardizzata, il rapporto fra droga e solvente può variare nei vari prodotti presenti in commercio. La proporzione di riferimento più corretta é 1:10.

### Altre Farmacopee Ufficiali
La tintura madre è definita invece in maniera diversa dalla FU (Farmacopea Ufficiale) tedesca. Secondo tale FU la Tintura Madre (Hannemaniana) è definita come il succo della pianta fresca estratto per spremitura e stabilizzato con una soluzione etanolica (acqua + etanolo), in quantità pari al peso del succo estratto. In tal modo il rapporto tra sostanza estratta dalla pianta e soluzione etanolica è di 1:2. Il metodo Hahnemanniano descritto in Farmacopea Omeopatica tedesca (H.A.B.) prevede anche la preparazione delle TM per macerazione. In relazione al tenore in umidità della pianta si identificano 3 metodi di estrazione per macerazione:
- Macerazione della pianta fresca con una soluzione etanolica pari al contenuto in umidità della pianta (per piante con un tenore in umidità compreso tra 60 e 70% e che non contengano oli essenziali o resine). con questo metodo si ottengono tinture madri con un rapporto tra sostanze estratte e soluzione etanolica di 1:2
- Macerazione della pianta fresca con una soluzione etanolica pari al doppio del contenuto in umidità della pianta (per piante con un tenore in umidità compreso tra 50 e 60% o che contengano oli essenziali o resine). con questo metodo si ottengono tinture madri con un rapporto tra sostanze estratte e soluzione etanolica di 1:3
- Macerazione della pianta secca con una soluzione etanolica pari a 10 volte il peso secco della pianta